# Germania ai XVIII Giochi olimpici invernali
La Germania partecipò ai XVIII Giochi olimpici invernali, svoltisi a Nagano, Giappone, dal 7 al 22 febbraio 1998, con una delegazione di 125 atleti impegnati in quattordici discipline.